# Hiram Tuttle
Hiram Edwin Tuttle (Dexter, 22 de diciembre de 1882-Fort Riley, 11 de noviembre de 1956) fue un jinete estadounidense que compitió en la modalidad de doma.
Participó en dos Juegos Olímpicos de Verano en los años 1932 y 1936, obteniendo dos medallas de bronce en Los Ángeles 1932 en las pruebas individual y por equipos.

## Palmarés internacional
| Juegos Olímpicos | Juegos Olímpicos             | Juegos Olímpicos  | Juegos Olímpicos |
| Año              | Lugar                        | Medalla           | Categoría        |
| ---------------- | ---------------------------- | ----------------- | ---------------- |
| 1932             | Los Ángeles (Estados Unidos) | Medalla de bronce | Individual       |
| 1932             | Los Ángeles (Estados Unidos) | Medalla de bronce | Por equipos      |